# Acmopyle pancheri
Acmopyle pancheri es una especie de coníferas en la familia Podocarpaceae.
Es endémica de Nueva Caledonia.

## Fuente
- Conifer Specialist Group 2000. Acmopyle pancheri. 2006 IUCN Red List of Threatened Species; descarga 10 de julio de 2007

- Datos: Q4674427
- Multimedia: Acmopyle pancheri / Q4674427
- Especies: Acmopyle pancheri